# Donetsks internationella flygplats
| Flygplatsbyggnader, till vänster i april 2014, till höger i oktober 2014 |  | Flygplatsbyggnader, till vänster i april 2014, till höger i oktober 2014 |
| Flygplatsbyggnader, till vänster i april 2014, till höger i oktober 2014 |  |                                                                          |

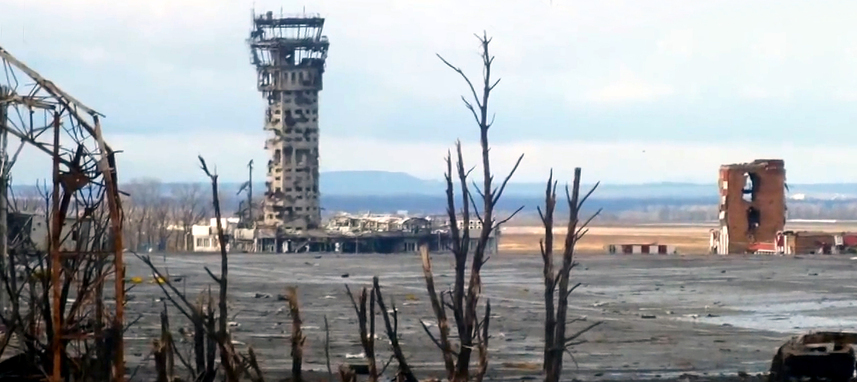
Flygplatsen med skadat flygledningstorn, den 24 december 2014

Sergej Prokofjev-flygplatsen (ukrainska: Міжнародний аеропорт «Донецьк» імені Сергія Прокоф'єва; ryska: Междунаро́дный аэропо́рт «Доне́цк» и́мени Серге́я Проко́фьева) (IATA: DOK, ICAO: UKCC) är en inte längre fungerande ukrainsk internationell flygplats, som ligger tio kilometer nordväst om Donetsk. Den var den största och modernaste flygplatsen i östra Ukraina och byggdes om inför Europamästerskapet i fotboll 2012. 
Sergej Prokofjev-flygplatsen har sitt namn efter den ryska tonsättaren, pianisten och dirigenten Sergej Prokofjev.
Flygplatsen var under 2014–2015 en av huvudplatserna för striderna i kriget i östra Ukraina 2014, då den totalförstördes och stängdes.

## Passagerarantal 2010–2014
| År   | Passagerare           | Förändring från föregående år |
| ---- | --------------------- | ----------------------------- |
| 2010 | 723 650               | -                             |
| 2011 | 829 300               | ▲014,6%                       |
| 2012 | 1 000 000             | ▲017,0%                       |
| 2013 | 1 110 500             | ▲011,1%                       |
| 2014 | 346 700 (januari-maj) |                               |